# Virginia (film, 1941)
Pour les articles homonymes, voir Virginia.
Pour plus de détails, voir Fiche technique et Distribution.
Virginia est un film américain en Technicolor réalisé par Edward H. Griffith, sorti en 1941.

## Synopsis
Charlotte Dunterry, une choriste new-yorkaise fauchée, revient en Virginie dans la plantation ancestrale de sa famille, où elle est née et dont elle est à présent la propriétaire. Elle rencontre son voisin Stonewall Elliott : sa plantation familiale a été reprise par la banque quand il avait dix ans et appartient maintenant au riche Yankee Norman Williams qui l'utilise comme maison de vacances. Petit à petit, Charlotte découvre la fière tradition de la noblesse décomposée de Virginie. Norman Williams est attiré par Charlotte, laquelle est attirée par Stonewall. Mais Stonewall a une épouse qui a fui la Virginie cinq ans plus tôt, lui laissant leur petite fille, dont il s'occupe avec l’aide de sa cousine célibataire, Theo.

## Fiche technique
- Titre : Virginia
- Réalisation : Edward H. Griffith
- Scénario : Edward H. Griffith et Virginia Van Upp
- Photographie : Bert Glennon et William V. Skall
- Montage : Eda Warren
- Musique : Victor Young
- Lieu de tournage : Charlottesville, Virginie
- Société de production : Paramount Pictures
- Pays de production : États-Unis
- Format : Couleur (Technicolor) - 1,37:1 - Mono (Western Electric Mirrophonic Recording)
- Genre : Drame romantique
- Durée : 110 min
- Dates de sortie : 
  - États-Unis : 28 janvier 1941
  - France : 27 février 1942

## Distribution
- Madeleine Carroll : Charlotte Dunterry
- Fred MacMurray : Stonewall Elliott
- Sterling Hayden : Norman Williams
- Helen Broderick : Theo Clairmont
- Carolyn Lee : Pretty Ellott
- Marie Wilson : Connie Potter
- Paul Hurst : Thomas
- Tom Rutherford : Carter Francis
- Leigh Whipper : Ezechial
- Louise Beavers : Ophelia
- Parmi les acteurs non crédités :
- Edward Van Sloan : Ministre
- Sam McDaniel : le domestique
- William Russell : Flâneur
- George Melford
- George Mitchell